# 日本サッカー応援宣言
日本サッカー応援宣言（にっぽんサッカーおうえんせんげん）は、テレビ朝日系列が放送するサッカー日本代表の試合中継のキャッチフレーズである。本項目ではテレビ朝日系列のサッカー関連番組について詳述する。

## 概要
アジアサッカー連盟（AFC）より2001年から8年間の主催大会中継権を獲得したのに伴い、サッカー中継のキャッチフレーズに使用。AFCアジアカップ及びFIFAワールドカップアジア地区最終予選、AFC女子アジアカップ、オリンピック男子最終予選などの地上波独占中継を行っている。これらの他にもキリンチャレンジカップ、キリンカップなども中継。さらに東アジアサッカー選手権2005、ワールドカップ本大会では2002年のチュニジア戦と2006年のクロアチア戦を中継した。中継番組においてスタジオ内セットに「日本サッカー応援宣言」が掲げられている。
放送は原則としてテレビ朝日系列24局ネット生中継。関東以外の国内で開催される試合でもテレビ朝日制作となり、地元系列局は制作協力として関わる。国内のホームゲームなどゴールデンタイムに中継される場合は19時放送開始となるが、19時15分～30分キックオフとなる場合が多いため、21時以降の番組はその分繰り下げとなる。ノックアウトトーナメントなど延長戦・PK戦も考えられる場合は放送時間延長オプションも設けられる。
基本的に試合開始前及びハーフタイムにはスタジオと繋ぎ、試合展望や前半のハイライトを送る。中継前後に生放送番組（報道ステーションなど）がある場合はステーションブレイクなしで接続され、特に重要な試合の場合はその番組スタジオと繋く。
AFCとの放映権契約は2008年までであるが、2010W杯アジア最終予選は年をまたぐため改めて放映権を獲得した。W杯本大会でもオランダ戦を中継し、3大会連続で日本戦放映となった。2014W杯もコロンビア戦を中継し、W杯日本戦はジャパンコンソーシアム方式採用以来4大会連続放映となった。
上述のAFC主催大会のうち、NHK BS1で並立放送される大会もある他、最終予選を除いたW杯及びオリンピック予選、アジアカップ予選は一部試合民放他局で放送されている。また、ロンドンオリンピック女子アジア地区最終予選はNHK総合テレビで地上波独占中継された。

## 主な出演者

### 解説
解説者は実況席の他、ピッチサイド及びスタジオにも配置される。
- セルジオ越後
- 松木安太郎
- 内田篤人
- 川添孝一（主にピッチサイド）
- 堀池巧（同）
- 名波浩（同）
- 中山雅史（同）
- 大竹七未（日本女子代表戦）

### 実況
いずれもテレビ朝日アナウンサー
- 吉野真治
- 寺川俊平

過去の実況アナウンサー
- 角澤照治
- 田畑祐一
- 加藤泰平
- 進藤潤耶
- 櫻井健介（主にインタビュアー）

### MC
日本開催のホームゲームでは競技場内特設スタジオ、国外開催ではテレビ朝日スタジオより出演。
- 川平慈英

過去のMC
- 前田有紀（テレビ朝日アナウンサー時代）
- 竹内由恵（テレビ朝日アナウンサー時代）

## ゲスト出演者
- 矢部浩之（「やべっちFC」MC）
- 香取慎吾（応援団長、2016年まで）
- 福田正博（「報道ステーション」コメンテーター）
- 村上信五（「2018 FIFAワールドカップ」プレゼンター）

他に元日本代表の現役選手をスタジオに招く場合もある。

## イメージソング
- サラ・ブライトマンの「A Question Of Honour」がオープニング・エンディングなどで使用されている。
- ハーフタイムのハイライトではテレビ朝日スポーツテーマ曲（2008年はSMAP「弾丸ファイター」）も使われている。

## 絶対に負けられない戦いが、そこにはある
2004年からはAFC主催公式戦において「絶対に負けられない戦いが、そこにはある」のキャッチフレーズを制定。ジングルが作られ、中継では実況アナウンサーらが連呼している。当初は「AFC」が最後に付けられていたものの、2010W杯アジア最終予選からは「JAPAN PRIDE」に変わった。
ジングルには「ドーハの悲劇」や「ジョホールバルの歓喜」など過去のW杯アジア予選の模様がCG化されて使用されている。
このキャッチを利用したグッズ販売も展開している。
- 初代 2004年1月～（2006W杯アジア1次予選など。当初親善試合でも使われていたが、批判が多かったため取りやめた）
- 2代目 2004年7月～（2004アジア杯など）
- 3代目 2005年2月～（2006W杯アジア最終予選など）
- 4代目 2006年7月～（2007アジア杯最終予選など）
- 5代目 2007年2月～（2007アジア杯・2010W杯アジア3次予選など）
- 6代目 2008年9月～（2010W杯アジア最終予選など。「やべっちFC」でも使用）
- 7代目 2011年1月～（2011アジア杯など）
- 8代目 2012年6月～（2014W杯アジア最終予選など）

上記以外にW杯本大会で使用した独自のジングルも存在する（FIFA主催なのでもちろんAFCは付かない）。2005東アジア選手権では「絶対に負けられない戦い」とは別のジングルを使用した。

## 出来事
- 異なるカテゴリーの代表（A代表とU-22、U-22と女子など）が同日に試合を行う場合、ダブルヘッダー中継を行う事もある。以下の場合にダブルヘッダー中継が行われている。
  - 2004年7月30日のキリンチャレンジカップ日本女子vsカナダ女子と日本五輪vsベネズエラA（いずれも国立競技場）
  - 2007年8月22日のキリンチャレンジカップ日本vsカメルーン（九州石油ドーム）と北京オリンピックアジア地区最終予選日本vsベトナム（国立競技場）。
- 2008年7月29日のキリンチャレンジカップ北京オリンピック壮行試合日本vsアルゼンチン戦は1-0でアルゼンチンリードの後半39分に雷雨のため打ち切りとなった。

## 超激論バトル!!朝まで日本サッカー応援宣言
超激論バトル!!朝まで日本サッカー応援宣言（ちょうげきろんばとる!!あさまでにっぽんさっかーおうえんせんげん）は、2002年より年末または年始に放送される討論番組である。2004年までは「超激論バトル!!200X朝まで日本サッカー応援宣言」と西暦（Xに数字が入る）がついていた。
パネリストに各局のサッカー解説者を始めとするサッカー界を代表する大物やサッカーファンの有名人も登場し、日本代表の1年間の戦いを振り返り、今後の日本サッカー界がどうあるべきかを議論する。2004年には小宮山悟、ヨーコ・ゼッターランドといったサッカー以外のスポーツ界からもパネリストに招いた。
中西哲生が議長となり、角澤照治・前田有紀両アナウンサーが進行を務める（2006年1月の進行は前田でなく大下容子アナであった。また、香取慎吾を特別MCに迎えた。）

## コラボレーション応援企画
W杯アジア最終予選では、日本代表スポンサーとのコラボレーションによる応援企画を展開している。
2006W杯アジア最終予選ではアディダスとのコラボレーションによる「ブルーカードプロジェクト」を始動。日本代表への応援メッセージが書かれたブルーカードをテレビ朝日アトリウムに貼り付け、巨大ユニフォームを形成し、最終予選後の親善試合で贈呈した。
2010W杯アジア最終予選ではファミリーマート・朝日新聞とのコラボレーション企画「ブルーロード2010」と題し、応援メッセージをホームページ上で受付、それをホームゲーム開催競技場までの沿道に掲示する。

## 関連番組
- やべっちFC〜日本サッカー応援宣言〜

## 日本代表以外のテレビ朝日系サッカー中継
- Jリーグオールスターサッカー→JOMO CUP
- AFCチャンピオンズリーグ（主にBS朝日・テレ朝チャンネルにて2012年まで放送された）
- 高円宮杯全日本ユース(U-18)サッカー選手権大会